# هاناکو، شاهدخت هیتاچی
هاناکو، شاهدخت هیتاچی (به ژاپنی: 正仁親王妃華子)؛ زادهٔ ۱۹ ژوئیهٔ ۱۹۴۰) مترجم همسر ماساهیتو، شاهزاده هیتاچی تنها برادر امپراتور آکی‌هیتو اهل ژاپن است.